# ورم الخلايا الحبيبية

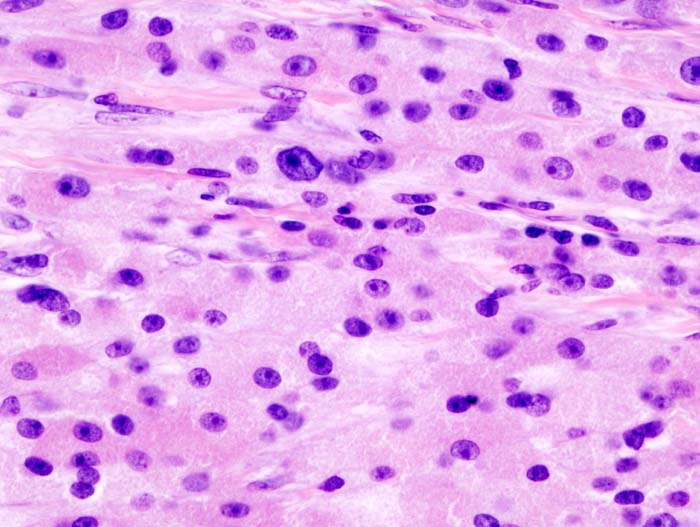
صورة نسيجية لورم الخلايا الحبيبية في الجلد

ورم الخلايا الحبيبية هو ورم يمكن أن يتطور على أي سطح جلدي أو مخاطي، ولكنه يحدث على اللسان 40% من الوقت.
المعروف أيضا باسم الورم الأرومي العضلي الخلوي، و ورم غمد الخلايا العصبية، أورام الخلايا الحبيبية (GCTs) تصيب الإناث أكثر من الذكور.

## علم الأمراض
تظهر أورام الخلايا الحبيبية تشابهًا مع الأنسجة العصبية، كما يمكن أن يثبت ذلك من خلال الكيمياء المناعية والأدلة فائقة البنية باستخدام الميكروسكوب الإلكتروني.
قد تظهر أورام الخلايا الحبيبية المتعددة في سياق متلازمة ليوبارد، بسبب طفرة في جين PTPN11.
قد تظهر هذه الأورام في بعض الأحيان مشابهة لأورام الكلى (المتعلقة بالكلى) أو أورام الأنسجة الرخوة الأخرى.

## العلاج
الطريقة الأساسية للعلاج هي الجراحية وليست الطبية. ليست هناك حاجة للإشعاع والعلاج الكيميائي للآفات الحميدة وليست فعالة للآفات الخبيثة.
أورام الخلايا الحبيبية الحميدة لديها معدل تكرار من 2% إلى 8% وإذا لم يفد يتم زيادة معدل التكرار إلى 20 ٪. تعتبر الاورام الخبيثة عدوانية ويصعب استئصالها بالجراحة ومعدل تكرارها 32٪.

## علم الأوبئة
يمكن أن تؤثر أورام الخلايا الحبيبية على جميع أجزاء الجسم؛ ومع ذلك، تتأثر مناطق الرأس والرقبة بنسبة 45% إلى 65٪.
من حالات الرأس والرقبة توجد 70% من الاورام داخل الفم (اللسان، الغشاء المخاطي للفم، الحنك الصلب).
الموقع الآخر الأكثر شيوعًا الذي توجد فيه الاورام في منطقة الرأس والعنق هو الحنجرة (10٪). كما توجد أورام الخلايا الحبيبية في الأعضاء الداخلية، وخاصة في الجهاز الهضمي العلوي. ورم الخلايا الحبيبية المهبلية نادر بشكل عام.
العرض المعتاد هو سلوك بطيء النمو، مما يشكل تراكمًا متعدد الأضلاع لليزوزومات الثانوية في السيتوبلازم. عادةً ما تكون أورام الخلايا الحبيبية منفردة ونادراً ما تكون أكبر من ثلاثة سنتيمترات. ووُجد أن هذا النوع من الأورام حميد وخبيث، على الرغم من أن الأورام الخبيثة نادرة وتشكل 2% فقط من جميع أورام الخلايا الحبيبية.